# Dasycercus cristicauda
Dasycercus cristicauda là một loài động vật có vú trong họ Dasyuridae, bộ Dasyuromorphia. Loài này được Krefft mô tả năm 1866.

## Hình ảnh

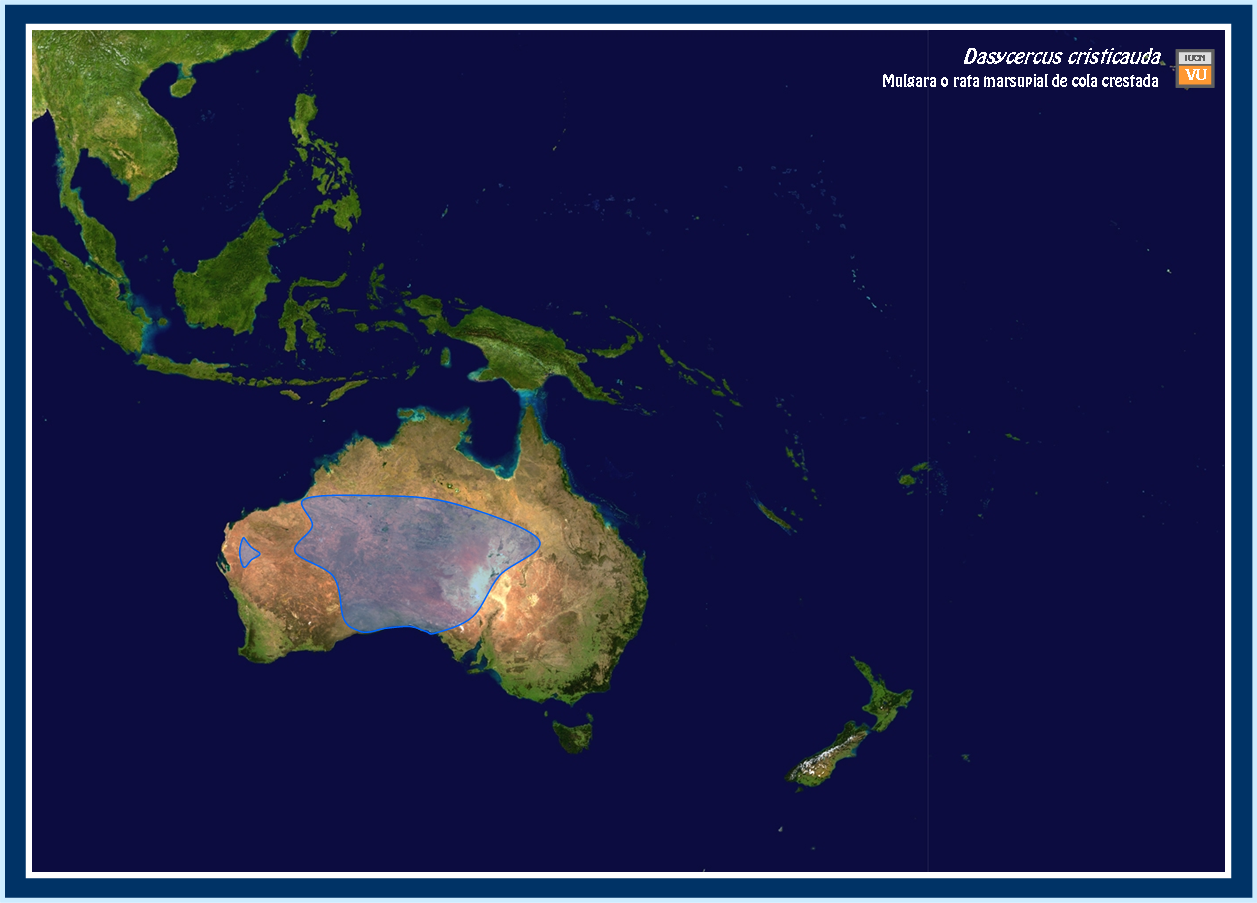